# Arsínoe II

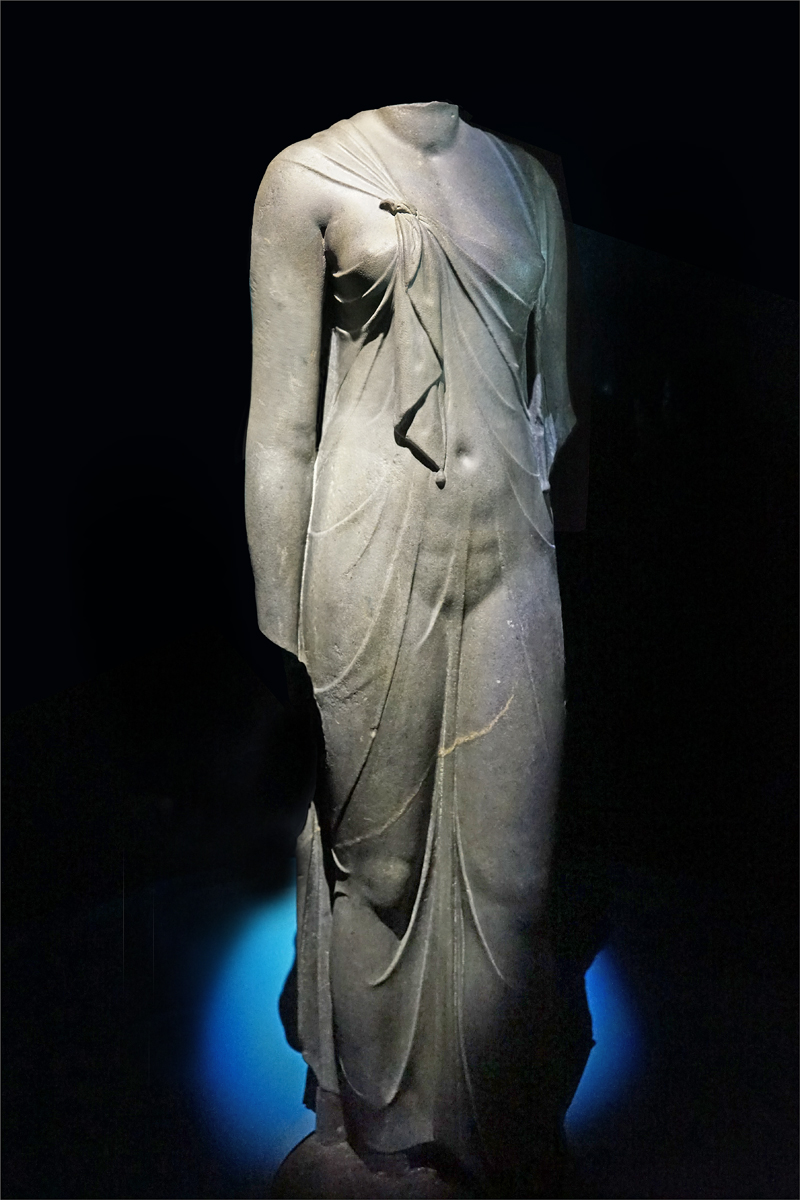
Arsínoe II asimilada a una diosa, con el nudo de Isis sujetando la vestimenta. Estilo egiptizante que recuerda al más naturalista arte griego. Canopo.

Arsínoe II Filadelfo (316 a. C.-270 a. C.) fue reina de Tracia, primero, y corregente de Egipto, después. Era hija del rey Ptolomeo I Sóter de Egipto y de Berenice.

## Biografía
En 300 a. C. se casó con Lisímaco, rey de Tracia, mucho mayor que ella. Para casarse con ella, Lisímaco repudió a Amastris, su primera mujer, y cuando esta murió concedió a Arsínoe las ciudades de Heraclea Síntica, Amastris y Díon como regalo.
Deseando asegurar la sucesión en sus propios hijos, intrigó contra su hijastro Agatocles, que era hijo del primer matrimonio de Lisímaco y que además estaba casado con Lisandra, hermanastra de la propia Arsínoe. Y no cesó en su empeño hasta que, en 284 a. C., Agatocles fue condenado a muerte gracias a los ardides de Arsínoe. Pero esta muerte sería fatal para sus planes, pues Lisandra buscó protección en la corte de Seleuco, que estaba encantado de tener un pretexto para marchar contra Lisímaco.
En la guerra que siguió, Seleuco logró vencer y matar a Lisímaco, por lo que Arsínoe tuvo que huir con sus hijos a Éfeso (que entonces se llamaba Arsínoe en su honor) y de ahí a Casandrea (Macedonia). Seleuco sólo reinó en Macedonia unos pocos meses, pues fue asesinado por Ptolomeo Cerauno, el hermanastro de Arsínoe que se acababa de proclamar rey del país.
Deseando librarse de los hijos de Arsínoe, que podrían convertirse en pretendientes al trono, Ptolomeo Cerauno propuso matrimonio a Arsínoe, disimulando sus verdaderas intenciones con promesas solemnes y juramentos de lealtad. Una vez que la ingenua aceptó y le abrió las puertas de Casandrea, Ptolomeo asesinó a los dos hijos menores de Arsínoe en presencia de su propia madre, que huyó de nuevo, esta vez a Samotracia y, poco después, a Alejandría de Egipto.

### Reina de Egipto
En Egipto, se cree que instigó la acusación y el exilio de Arsínoe I, esposa de su hermano menor Ptolomeo II. Se desconoce si esta creencia es cierta. No se sabe en qué año llegó a Egipto, ni cuándo fue exiliada su cuñada, ni si el divorcio entre su hermano y Arsínoe I pudo producirse sin su participación.
En cualquiera caso, después del divorcio de su hermano, se casó con él. Como resultado, ambos recibieron el epíteto Philadelphoi (Φιλάδελφοι, 'hermanos que se aman mutuamente'). No obstante, se desconocen las circunstancias y razones precisas detrás de este matrimonio.
El matrimonio entre Arsínoe II y su hermano Ptolomeo II, que, según autores, tuvo lugar hacia el 275 a. C., o bien en el 273 o 272 a. C., debido al cambio del preámbulo en los papiros, fue chocante para el mundo griego, pero fue generalmente aceptado en Egipto, en parte debido a la intuición de los gobernantes de asociarlo, en la propaganda ptolemaica, con el culto religioso-mitológico de Isis y Osiris. En esta época, Arsínoe era de hecho representada en el arte figurativo como Isis y Ptolomeo como Osiris. Prueba del éxito de este matrimonio familiar es que esta tradición fue imitada posteriormente por casi todos los gobernantes de la dinastía ptolemaica.
Aunque no tuvieron descendencia, Ptolomeo demostró una gran pasión por su hermana y esposa, dándole su nombre a numerosas ciudades y distritos del país, entre otros honores, y parece ser que su amor fue correspondido. Arsínoe colaboró con su marido en el gobierno del país, influyendo favorablemente en el éxito de la Primera Guerra Siria, entre Egipto y el Imperio seléucida.
El epíteto de Filadelfo («que ama a su hermano»), que compartió con su marido, idealizaba su matrimonio fraternal y le fue dado por sus paisanos macedonios, escandalizados por el incesto, que era una antigua costumbre practicada por los reyes de la monarquía egipcia. De este modo, la propaganda ptolemaica asignaba a los dos gobernantes una connotación de amor familiar, contribuyendo a justificar este tipo de matrimonio y, posteriormente, a divinizarlos.

### Muerte y culto

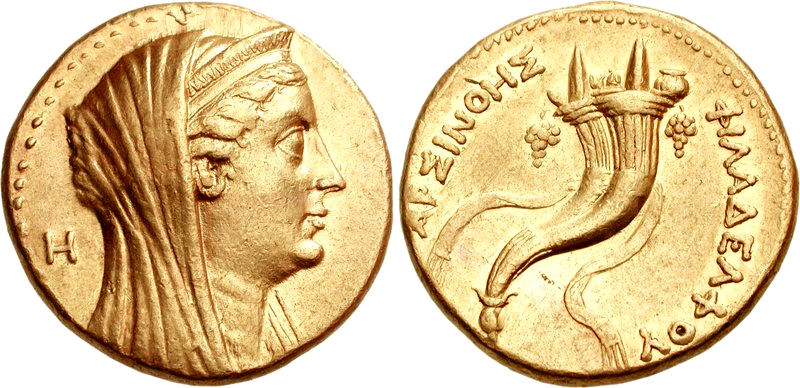
Moneda de Arsínoe II acuñada bajo el gobierno de su marido-hermano Ptolomeo II Filadelfo. En el reverso, su atributo divino de la doble cornucopia.

Después de su muerte en c. 270 a. C., Ptolomeo II estableció un culto individual a su hermana y esposa, a la que llamaba «diosa del amor fraternal» (griego antiguo: θέα φιλάδελφος, théa philàdelphos). Recibió ritos de entierro y deificación en Mendes, donde había sido sacerdotisa. Esos ritos se conmemoran en la estela de Mendes, que también incluye el decreto de Ptolomeo II anunciando su culto. Todos los templos de Egipto debían incluir una estatua de culto de Arsínoe II junto a la deidad principal del santuario. En el relieve de la parte superior de la estela, Arsínoe aparece representada entre las deidades que reciben el sacrificio de Ptolomeo, una imagen que se repite en todo el país. Se construyeron templos separados para Arsínoe, en Menfis (aquí se la asoció con el dios Ptah), Alejandría y otros lugares. La región de Fayum se convirtió en el nomo arsinoita, con Arsínoe como diosa patrona. Desde 263 a. C., una parte del impuesto sobre los productos de huertas y viñedos en cada nomo de Egipto se dedicó a financiar el culto local de Arsínoe.Holbl, Gunther (2001). A History of the Ptolemaic Empire. Londres: Routledge.
Según Posidipo, ella ganó tres carreras de carros en los Juegos Olímpicos en la Antigüedad, probablemente en 272 a. C.

## Titulatura
| Titulatura | Jeroglífico | Transliteración (transcripción) - traducción - (referencias) |

|                      |           |          |    |    |    |
| \| \| \| \| \| \| \| |           |          |    |    |    |
|                      |           |          |    |    |    |
| M17                  | E23 · O34 | D4 · N35 | X1 | G1 | H8 |

| M17 | E23 · O34 | D4 · N35 | X1 | G1 | H8 |

|                      |           |          |    |    |    |
| \| \| \| \| \| \| \| |           |          |    |    |    |
|                      |           |          |    |    |    |
| M17                  | E23 · O34 | D4 · N35 | X1 | G1 | H8 |

| M17 | E23 · O34 | D4 · N35 | X1 | G1 | H8 |

|                      |           |          |    |    |    |
| \| \| \| \| \| \| \| |           |          |    |    |    |
|                      |           |          |    |    |    |
| M17                  | E23 · O34 | D4 · N35 | X1 | G1 | H8 |

| M17 | E23 · O34 | D4 · N35 | X1 | G1 | H8 |

|                      |           |          |    |    |    |
| \| \| \| \| \| \| \| |           |          |    |    |    |
|                      |           |          |    |    |    |
| M17                  | E23 · O34 | D4 · N35 | X1 | G1 | H8 |

| M17 | E23 · O34 | D4 · N35 | X1 | G1 | H8 |

|             |     |           |
| \| \| \| \| |     |           |
|             |     |           |
| G1          | E23 | O34 · N35 |

| G1 | E23 | O34 · N35 |

|             |     |           |
| \| \| \| \| |     |           |
|             |     |           |
| G1          | E23 | O34 · N35 |

| G1 | E23 | O34 · N35 |

|             |     |           |
| \| \| \| \| |     |           |
|             |     |           |
| G1          | E23 | O34 · N35 |

| G1 | E23 | O34 · N35 |

|             |     |           |
| \| \| \| \| |     |           |
|             |     |           |
| G1          | E23 | O34 · N35 |

| G1 | E23 | O34 · N35 |

## Sucesión
| Predecesor: - | Corregente de Egipto (Dinastía Ptolemaica) 279-270 a. C. con el faraón Ptolomeo II Filadelfo (285-246 a. C.) | Sucesor: Berenice II |